# Road Town
Road Town se encuentra localizado en la isla Tórtola y es la capital del territorio británico de ultramar de las Islas Vírgenes Británicas. La ciudad se encuentra situada en la parte central de la costa sur de la isla, en un puerto con forma de herradura que recibe el nombre de Road Harbour.
El nombre de la ciudad procede del término náutico "the roads", que viene del término inglés roadstead (rada en español), que es un lugar menos abrigado que un puerto, pero al que los barcos pueden acceder fácilmente. Una superficie de 27 hectáreas ha sido ganada al mar, recibe el nombre de Wickhams Cay y se ha convertido en un centro turístico. El edificio más antiguo de Road Town, The Old HM Prison situada en la calle principal, data de 1840.
Road Town es uno de los principales centros de fletamiento de barcos en el Caribe, es la sede de la administración marina de Tórtola, que se encuentra localizada en el puerto deportivo de Road Reef y en la que atracan las dos principales compañías de fletamiento de buques que operan en Road Town.

## Límites geográficos
Es muy ambiguo precisar los límites geográficos por los que se extiende Road Town.
Si accedemos a la ciudad desde el Oeste, existe un cartel situado al pie de Slaney Hill que da la bienvenida a los visitantes, marcando así el inicio de la ciudad. Aunque Tradicionalmente, se ha considerado que la ciudad comienza en Road Reef y Fort Burt, y que por tanto, el Prospect Reef Hotel, que cubre la mayoría de la superficie entre Slaney Hill y Road Reef, no está situado técnicamente dentro de la ciudad.
Si lo hacemos desde el Este, los límites son igual de ambiguos si se considera en el Port Purcell o en la rotonda situada bajo Fort George, o si por el contrario, ambos se sitúan dentro de Baughers' Bay.
Tradicionalmente se ha considerado a Fort Burt y Fort George como los límites Este y Oeste de la ciudad.